# Vinh Quang (thị trấn)
Vinh Quang là thị trấn huyện lỵ của huyện Hoàng Su Phì, tỉnh Hà Giang, Việt Nam.

## Địa lý
Thị trấn Vinh Quang có vị trí địa lý:
- Phía đông giáp xã Đản Ván và xã Tân Tiến
- Phía tây và nam giáp xã Tụ Nhân
- Phía bắc giáp xã Pố Lồ và xã Đản Ván.

Thị trấn Vinh Quang có diện tích 4,87 km², dân số năm 2019 là 5.144 người, mật độ dân số đạt 1.056 người/km².
Thị trấn Vinh Quang có tỉnh lộ 177 đi qua địa bàn. Sông Chảy tạo thành ranh giới tự nhiên phía nam của thị trấn. Ngoài ra, suối Thấu chảy qua khu vực trung tâm thị trấn, suối Cốc Láng tạo thành ranh giới tự nhiên phía đông và cả hai suối đều hợp lưu vào sông Chảy.

## Hành chính
Thị trấn Vinh Quang có 8 tổ dân phố, thôn được chia thành 6 tổ dân phố: 1, 2, 3, 4, 5, 6 và 2 thôn: Phố Lúng, Quang Tiến.

## Lịch sử
Ngày 20 tháng 8 năm 1999, Chính phủ ban hành Nghị định 74/1999/NĐ-CP về việc thành lập thành thị trấn Vinh Quang trên cơ sở toàn bộ diện tích và dân số của xã Vinh Quang.
Thị trấn Vinh Quang có 481 ha diện tích tự nhiên và 2.182 nhân khẩu.

## Kinh tế
Vinh Quang là thị trấn miền núi ở vùng cao phát triển ngành thủ công, mang tính chất địa phương, các sản phẩm chế tạo được phục vụ trực tiếp cho nhu cầu của người dân trên địa bàn thì trấn và một số xã lân cận trong huyện. Hoạt động thương mại, dịch vụ phát triển mạnh mẽ cả về số lượng và chất lượng.